# Susanne Kronenberg
Susanne Kronenberg (* 3. Dezember 1958 in Hameln) ist eine deutsche Autorin.

## Leben
Nach dem Abitur 1978 studierte sie in Göttingen und Hannover und schloss das Studium als Dipl.-Ing. (FH) im Fachbereich Innenarchitektur ab. Anschließend arbeitete sie als Volontärin und Redakteurin für einen süddeutschen Baufachzeitschriften-Verlag. Heute lebt sie als freie Schriftstellerin in Taunusstein. Sie ist Mitglied im Syndikat, der Autorengruppe deutschsprachiger Kriminalliteratur. Als Seminarleiterin für Kreatives Schreiben unterrichtet sie in Kursen und Workshops.

## Werke
Susanne Kronenberg veröffentlichte Kriminalromane, Bücher zu historischen und regionalen Themen, Jugendbücher, Fachbücher sowie eine Reihe von Kurzgeschichten in Anthologien verschiedener Herausgeber. 2019 wurde ihr Roman Rosentot mit dem 1. Preis beim Main-Taunus-Krimipreis ausgezeichnet.

## Bibliografie (Auswahl)

### Romane
- Mord im Kloster Eberbach. Gmeiner-Verlag 2021, ISBN 978-3-8392-2843-2.
- Tod am Bauhaus. Gmeiner-Verlag 2019, ISBN 978-3-8392-2399-4.
- Rosentot. Gmeiner-Verlag 2018, ISBN 978-3-8392-2250-8.
- Hundswut. Gmeiner-Verlag 2017, ISBN 978-3-8392-2134-1.
- Totengruft. Gmeiner-Verlag 2014, ISBN 978-3-8392-1527-2.
- Edelsüß. Gmeiner-Verlag 2012, ISBN 978-3-8392-1323-0.
- Kunstgriff. Gmeiner-Verlag 2010, ISBN 978-3-8392-1048-2.
- Rheingrund. Gmeiner-Verlag 2009, ISBN 978-3-89977-801-4.
- Weinrache. Gmeiner-Verlag 2007, ISBN 978-3-89977-726-0.
- Kultopfer. Gmeiner-Verlag 2006, ISBN 3-89977-695-X.

### Regionales/Historisches
- Lieblingsplätze Rheinhessen kulinarisch. Gmeiner-Verlag 2020, ISBN 978-3-8392-2611-7.
- Geboren 1960 – Das Multimediabuch. Wartberg-Verlag, 2015, ISBN 978-3-8313-2860-4.
- 66 Lieblingsplätze und 11 Winzer. Gmeiner-Verlag, 2011 ISBN 978-3-8392-1157-1.

### Jugendbücher
- 11 Jugendbücher bei Egmont Franz Schneider Verlag, München, und Franckh-Kosmos, Stuttgart (1990 bis 2002)